# Hampton (Carolina del Sur)
Hampton es un pueblo ubicado en el condado de Hampton en el estado estadounidense de Carolina del Sur. Es sede del condado de homónimo. El pueblo en el año 2000 tiene una población de 2.837 habitantes en una superficie de 11.8 km², con una densidad poblacional de 241.7 personas por km². 

## Geografía
Hampton se encuentra ubicado en las coordenadas 32°52′3″N 81°6′42″O / 32.86750, -81.11167. Según la Oficina del Censo, el pueblo tiene un área total de 11,8 km² (4,6 mi²), de la cual 11,7 km² (4,5 mi²) es tierra y 0 km² (0 mi²) (0.22%) es agua.

## Demografía
En el 2000 la renta per cápita promedia del hogar era de $30.650, y el ingreso promedio para una familia era de $40.688. El ingreso per cápita para la localidad era de $17.326. En 2000 los hombres tenían un ingreso per cápita de $31.625 contra $21.250 para las mujeres. Alrededor del 18.90% de la población estaba bajo el umbral de pobreza nacional. 

### Localidades adyacentes
El siguiente diagrama muestra a las localidades en un radio de 16 kilómetros (9,9 mi) de Hampton.